# ジュリエット・カーペンター
ジュリエット・カーペンター（Juliet Winters Carpenter、1948年 - ）は、アメリカ生まれの日本文学研究者・翻訳家。同志社女子大学教授。

## 来歴・人物
ミシガン州アナーバー生まれ、1960年父と共に来日。高校から日本語学習を始め、ミシガン大学修士課程修了、エドワード・サイデンステッカーに師事した。1974年来日、神戸女学院などで教え、1986年同志社女子大学教員。1980年安部公房『密会』の英訳で日米友好基金文学翻訳賞、コロンビア大学の翻訳賞を受賞。同志社女子大学表象文化学部英語英文学科教授。奈良と京都在住。
琴、三味線の師範。夫のブルース・エドウィン・カーペンターは帝塚山大学名誉教授。

## 著書
- 『英文ビジュアル版 京都2千年の輝き - Seeing Kyoto』講談社インターナショナル 2005

### 翻訳
- Secret Rendezvous （安部公房『密会』）1980年
- The Ark Sakura （安部公房『方舟さくら丸』）1988年
- Beyond the Curve （安部公房「カーブの向こう」）1994年
- Masks （円地文子『女面』）1983年
- The Art of Rosanjin. Sidney B. Cardozo, 平野雅章「魯山人の芸術」）1987年
- Uncommon Clay Sidney B. Cardozo and 平野雅章 1998年
- Salad Anniversary（俵万智『サラダ記念日』）1990年
- The Last Shogun: The Life of Tokugawa Yoshinobu （司馬遼太郎『最後の将軍 徳川慶喜』）1998年
- Brooklyn（宋敏鎬『ブルックリン』）1999年
- After（和合亮一『After』）2000年
- A Lost Paradise（渡辺淳一『失楽園』）2000年
- The Quickening Field（蜂飼耳『いまにもうるおっていく陣地 詩集』）2001年
- Memories of Wind and Waves: A Self-Portrait of Lakeside Japan（佐賀純一『霞ケ浦風土記 : 風、波、男と女、湖の記憶』）2002年
- Flame（中村恵美『火よ!』）2004年
- Shadow Family（宮部みゆき『R.P.G.』）2004年
- Day and Night（久谷雉『昼も夜も』）2005年
- The Hunter : A Detective Takako Otomichi Mystery（乃南アサ『凍える牙』）2006年
- Overkill（三角みづ紀『オウバアキル』）2006年
- Waiting on the Weather: Making Movies with Akira Kurosawa（野上照代『天気待ち: 監督・黒澤明とともに』）2006年
- You Were Born for a Reason．（高森顕徹監修 明橋大二、伊藤健太郎著『なぜ生きる』）2006年
- The Sail of My Soul（『こころの帆-英訳山口誓子抄』佐々木ひさこ編著）2006年
- Clouds above the hill : A Historical Novel of the Russo-Japanese War（司馬遼太郎『坂の上の雲』）2013年
- Biruma（日和聡子『びるま』）